# Holger Engberg
Vagner Edvard Holger Engberg, född 4 januari 1909, död 28 februari 1993, var en svensk ishockeyspelare som blev svensk mästare i ishockey med AIK 1935 och 1938. Holger Engberg startade sin karriär i IK Göta, 1927–1933 innan han värvades till AIK med vilka han spelade fram till 1942. Holger Engberg var en avgörande kraft för AIK:s seger över Hammarby IF i finalen 1935 genom att svara, inte bara för kvitteringsmålet, utan även för AIK:s segermål i första förlängningsperioden.
Holger Engberg spelade 14 landskamper i Sveriges herrlandslag i ishockey och deltog i tre internationella turneringar, Olympiska vinterspelen 1936 samt i världsmästerskapen 1937 och 1938.
Holger Engberg är gravsatt i Gustav Vasa kyrkas kolumbarium vid Odenplan i Stockholm.

## Klubbar
- IK Göta 1927–1933 Elitserien
- AIK, 1933–1941 Elitserien; Svenska serien, Division 1